# Louis de Sayn-Wittgenstein
Louis Ier, comte de Sayn-Wittgenstein, surnommé "le vieux", officiellement "Louis Ier de Sayn, comte de Wittgenstein" (7 décembre 1532 à Wittgenstein Château, près de Bad Laasphe – 2 juillet 1605, lors d'un voyage à proximité de Altenkirchen) dirige le Comté de Wittgenstein, sur le cours supérieur des rivières Lahn et Eder, de 1558 jusqu'à sa mort. Il convertit son comté au Calvinisme et est un homme politique influent dans le service de l'électorat Palatin.

## Biographie
Il est le sixième enfant de Guillaume Ier, comte de Sayn-Wittgenstein (24 août 1488 – 18 avril 1570) et de son épouse, Jeannette d'Isembourg-Neumagen (née en 1500).
Il reçoit sa première scolarisation au château de Wittgenstein avec le vicaire de Weidenhausen. En 1543, Louis et ses frères vont à Cologne pour recevoir plus d'éducation. Il apprend le Grec et le Latin, ainsi que l'Anglais, le Français, l'Italien, et quelques notions d'Espagnol. À partir de 1545, Louis et deux de ses frères étudie à l'université de Louvain, Paris et Orléans. Entre 1553 et 1556, il fait un Grand Tour, la visite de Padoue, Malte, la Savoie, la France et l'Angleterre. il sert brièvement le Pape Pie IV en tant que trésorier. Quand il retourne à Wittgenstein en 1556, Louis découvre que son père a installé une église luthérienne. Il étudie la nouvelle foi et se convertit au Luthéranisme.
Son père Guillaume Ier (mort le 18 avril 1570), nomme le frère aîné de Louis, Guillaume II en tant que régent en 1551. En 1558, Guillaume II mourut à Bruxelles et Louis a pris la régence.
Le 14 août 1559, il épouse la comtesse Anne de Solms-Braunfels (1538-1565) au château de Dillenbourg. Le couple déménage du château de Wittgenstein sur une colline surplombant Bad Laasphe à un ancien pavillon de chasse près de Berlebourg. Ici, il commence à tenir un journal intime. Anne est morte en 1565. En 1567, Louis se remarie avec la comtesse Élisabeth de Solms-Laubach (6 mars 1549 – 1599), fille de Frédéric-Magnus Ier de Solms-Laubach.
Le comte Louis est élevé dans un humaniste. Il correspond avec ses contemporains, en particulier avec d'autres calvinistes. Il se rend aux Pays-bas et visite la tombe d'Érasme. Il commence une intense correspondance avec divers savants de son temps. À la suite de cette correspondance, il se tourne de plus en plus vers la doctrine Réformée. En 1568, il se rend à Zurich, où il rencontre plusieurs grands Réformés, avec qui il a également une intense correspondance.
Entre 1574 et 1577, il sert en tant que lord Stewart à la cour réformée de l'électeur Palatin Frédéric III du Palatinat à Heidelberg. Au cours de cette période, il effectue de nombreuses tâches politiques. À Heidelberg, il est également en contact étroit avec des théologiens et des chercheurs réformés. Après que le Palatinat soit revenu au luthéranisme, avec l'Électeur Louis VI, son service à Heidelberg se termine.
Louis retourne dans son comté, et ramène le réformateur Caspar Olevian avec lui. Des ordres sont donnés pour favoriser l'église réformée en 1563 et 1565; en 1578, la conversion à la foi Réformée est rendue officielle et des autels et l'imagerie religieuse sont interdits.
Louis de Wittgenstein est un ami très proche de son voisin, le comte Jean VI de Nassau-Dillenbourg, qui est également un réformé, et est presque du même âge. En 1584, les deux comtes fondent conjointement l'Académie de Herborn. De 1592 à 1594, il est de nouveau Lord stewart dans le Palatinat Électoral, après que le Palatinat soit à nouveau revenu au calvinisme.
Les parties de son vaste journal sont conservés dans les Archives Princières à Berlebourg. Quelques extraits sont publiés au XIXe siècle. Ses journaux sont une source importante d'informations à propos de l'histoire politique et intellectuelle de son temps. Sa vaste correspondance n'a pas encore été pleinement évaluée par les historiens.

## Descendance
Les enfants de son premier mariage sont:
- Jeannette de Sayn-Wittgenstein (15 février 1561 – 13 avril 1622), épouse Jean VI de Nassau-Dillenbourg; elle est sa troisième épouse.
- Juliana (18 septembre 1562 – 13 janvier 1563).
- Georges II (30 avril 1565 – 16 décembre 1631), il hérite de Sayn-Wittgenstein-Berlebourg, marié à Élisabeth de Nassau-Weilbourg (Christian Louis Casimir de Sayn-Wittgenstein-Ludwigsbourg est un de ses descendants) et d'autre part Marie Anne Julienne de Nassau-Dillenbourg, fille de Georges V de Nassau-Dillenbourg.

Les enfants de son second mariage sont :
- Agnès (18 avril 1568 – 18 avril 1617), épouse Jean Albert Ier, comte de Solms-Braunfels, et a une descendance, notamment Amélie de Solms-Braunfels.
- Guillaume III (14 mars 1569 – 29 octobre 1623), il hérite de Sayn-Wittgenstein-Hachenbourg, épouse Anne Élisabeth de Bendorf-Sayn, et d'autre part Anne Ottilie de Nassau-Sarrebruck.
- Anne (11 février 1570 –  9 juillet 1571).
- Louis II (15 mars 1571 – 14 septembre 1634), hérite de Sayn-Wittgenstein-Wittgenstein, marié à Juliana de Solms-Braunfels.
- Conrad (5 mai 1572 – 20 mars 1573).
- Frédéric Magnus (15 – 18 août 1574).
- Madeleine (28 octobre 1575 – 6 février 1634), épouse le baron Guillaume de Winnebourg-Beilstein.
- Eberhard (né et mort le 6 novembre 1576).
- Anne Élisabeth (8 décembre 1577 – 18 décembre 1580).
- Philippe (8 mars 1579 – 10 novembre 1580).
- Erika (31 mai 1580 – 30 août 1657).
- Élisabeth (25 août 1581 – ca. 1600), épouse Maximilien Marschall de Pappenheim.
- Julienne (26 février 1583 – 8 février 1627), mariée à Wolfgang-Ernest Ier d'Isembourg-Büdingen-Birstein.
- Gebhard (20 mars 1584 – 22 août 1602).
- Amélie (13 octobre 1585 – 28 mars 1633), épouse de Georges V de Nassau-Dillenbourg.
- Bernhard (17 novembre 1587 – 14 mars 1616).
- Catherine (10 août 1588 – 19 mai 1651), épouse de Louis-Henri de Nassau-Dillenbourg.